# Mike Marzuk

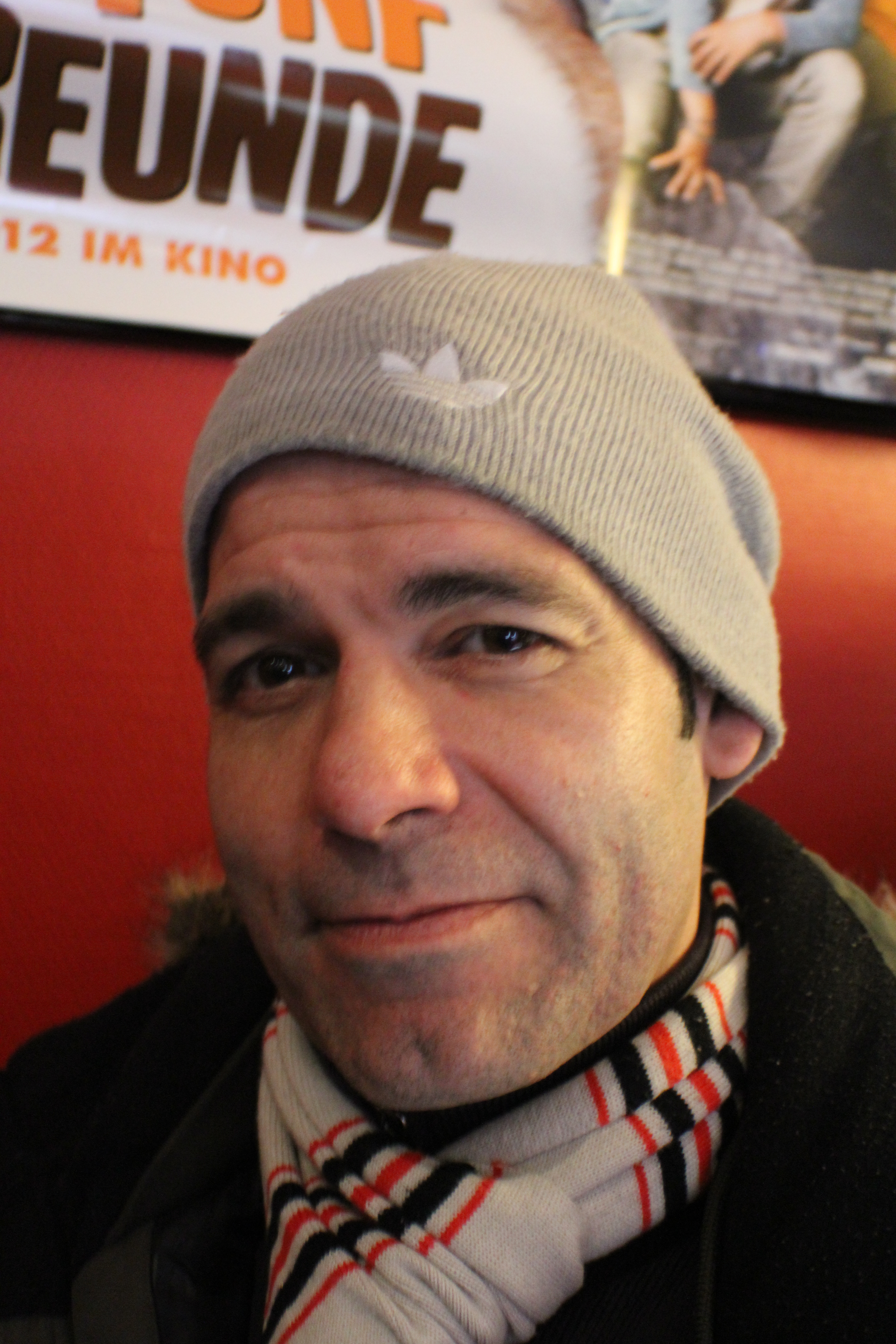
Mike Marzuk (2012)

Mike Marzuk (* 30. September 1969 in Landsberg am Lech) ist ein deutscher Filmregisseur, Drehbuchautor, Musiker und Filmeditor.

## Leben
Als Editor zeichnet er für zahlreiche Werbeclips (u. a. für Caroline Link, Sönke Wortmann, Paul Harather, Frieder Wittich, Dennis Gansel, Ralf Huettner, Edzard Onneken, Marco Kreuzpaintner, Agus Baldurson) verantwortlich.
Als Regisseur, Autor, Editor, Ko-Produzent & Ko-Komponist drehte er 2006 den Low-Budget-Film „Weißt was geil wär…?!“ (SamFilm), der 2007 in die Kinos kam und seit 2008 auf DVD erhältlich ist. In den Hauptrollen spielen Axel Schreiber, Isaak Dentler und Nadja Bobyleva. Für diesen Film erhielt er 2008 den New Faces Award für den besten Debütfilm.
2007 führte Marzuk Regie bei dem Jugendfilm „Sommer“, den 2008 über eine Million Zuschauer sahen (SamFilm). In den Hauptrollen spielen Jimi Blue Ochsenknecht, Sonja Gerhardt und Jannis Niewöhner. Wie auch bei „Weißt was geil wär…?!“ steuerte er zusammen mit Bernhard Drax bei „Sommer“ einige Titel zur Filmmusik bei.
Im Jahre 1995 nahm Marzuk unter dem Pseudonym Kleine Haye in Eigenregie sein erstes Album mit dem Titel Anabel hat einen neuen Freund auf. Es folgten weitere Singles als Deutsch-Rapper und 1997 sein zweites Kleine Haye-Album mit dem Titel .zwei.

## Filmografie
als Editor:
- 1998: Taksi München (Kurzfilm)
- 1999: Viewfinder (Kurzfilm)
- 2000: 180°
- 2001: Mask under Mask
- 2002: Opus (Kurzfilm)
- 2003: Fragile (Kurzfilm)
- 2004: Wilde Jungs (Serienfolge)
- 2005: Quietsch (Kurzfilm)
- 2006: Unter der Sonne
- 2008: Herbstzeit (Kurzfilm)

als Autor:
- 2005: Weißt was geil wär...?!
- 2008: Wovon träumst Du nachts?
- 2008: Am Gänsebach – Serien-Pilot
- 2012: Funny Furore (AT)
- 2014: Fünf Freunde IV
- 2015: Verrückt nach Fixi
- 2016: Fünf Freunde und das Tal der Dinosaurier
- 2019: Der junge Häuptling Winnetou

als Regisseur:
- 2007: Weißt was geil wär…?! – außerdem Autor, Ko-Produzent, Ko-Komponist und Editor
- 2008: Sommer
- 2010: Rock It!
- 2012: Fünf Freunde
- 2013: Fünf Freunde 2
- 2014: Fünf Freunde 3
- 2015: Fünf Freunde 4
- 2016: Verrückt nach Fixi
- 2017: Fünf Freunde und das Tal der Dinosaurier
- 2018: Servus, Schwiegersohn! (ARD Degeto)
- 2020: Der junge Häuptling Winnetou
- 2022: Sarah Kohr – Irrlichter (ZDF / Thriller)
- 2024: Sarah Kohr – Koma
- 2024: Die Chaosschwestern und Pinguin Paul (Kinderfilm) – außerdem Autor
- 2025: Ein Mädchen namens Willow